# Граб японський
Граб японський (Carpinus japonica) є ендемічним грабом Японії, але культивується в інших місцях як декоративна рослина.
Це дерево отримало нагороду Королівського садівничого товариства за заслуги у саду.

## Середовище
Цей вид зустрічається в Японії (Хонсю, Сікоку, Кюсю). Вид не переносить тінь. Вид часто зустрічається у вторинних та помірних лісах. Він росте на великих висотах, на верхніх схилах долин.

## Галерея

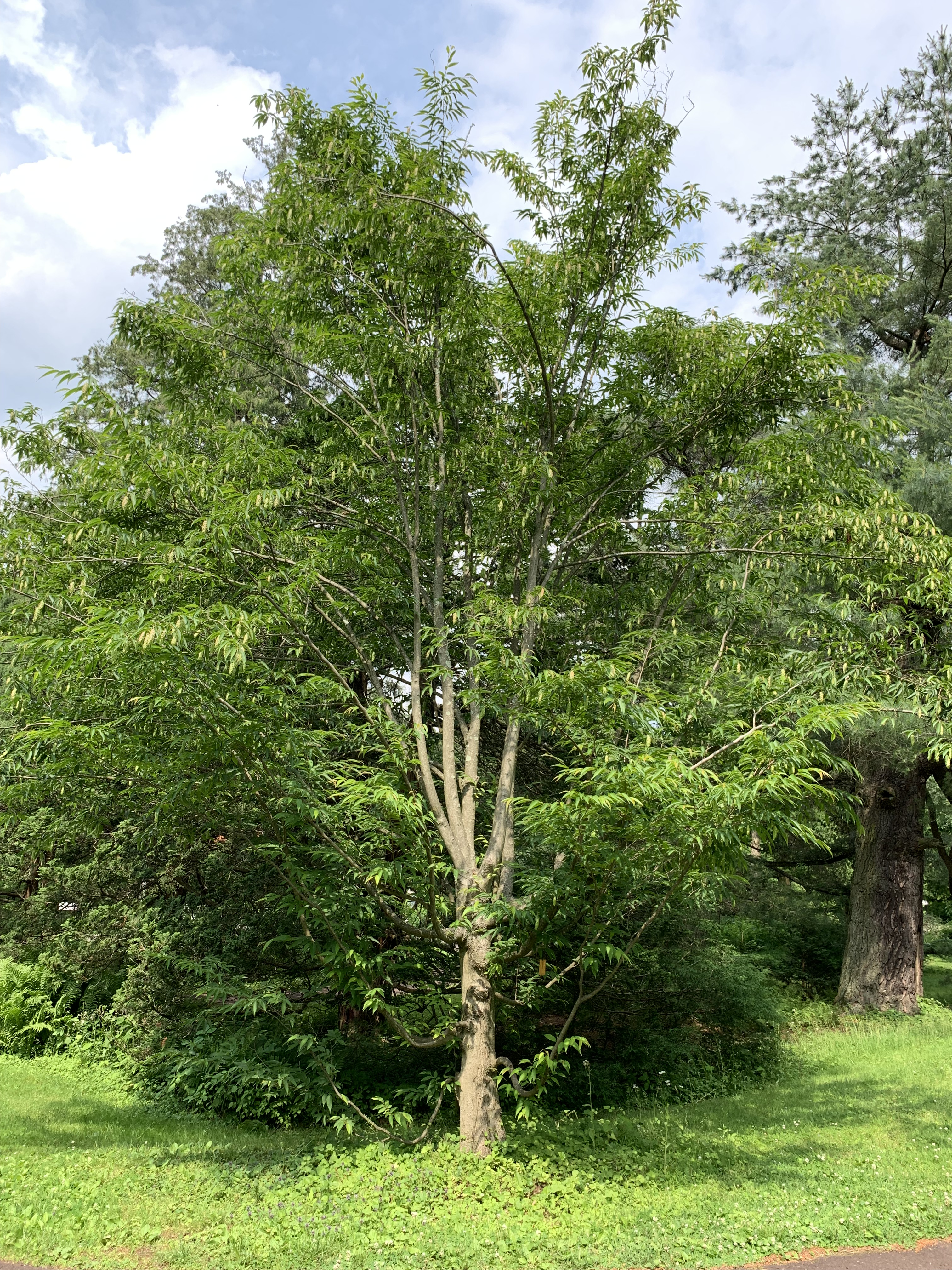
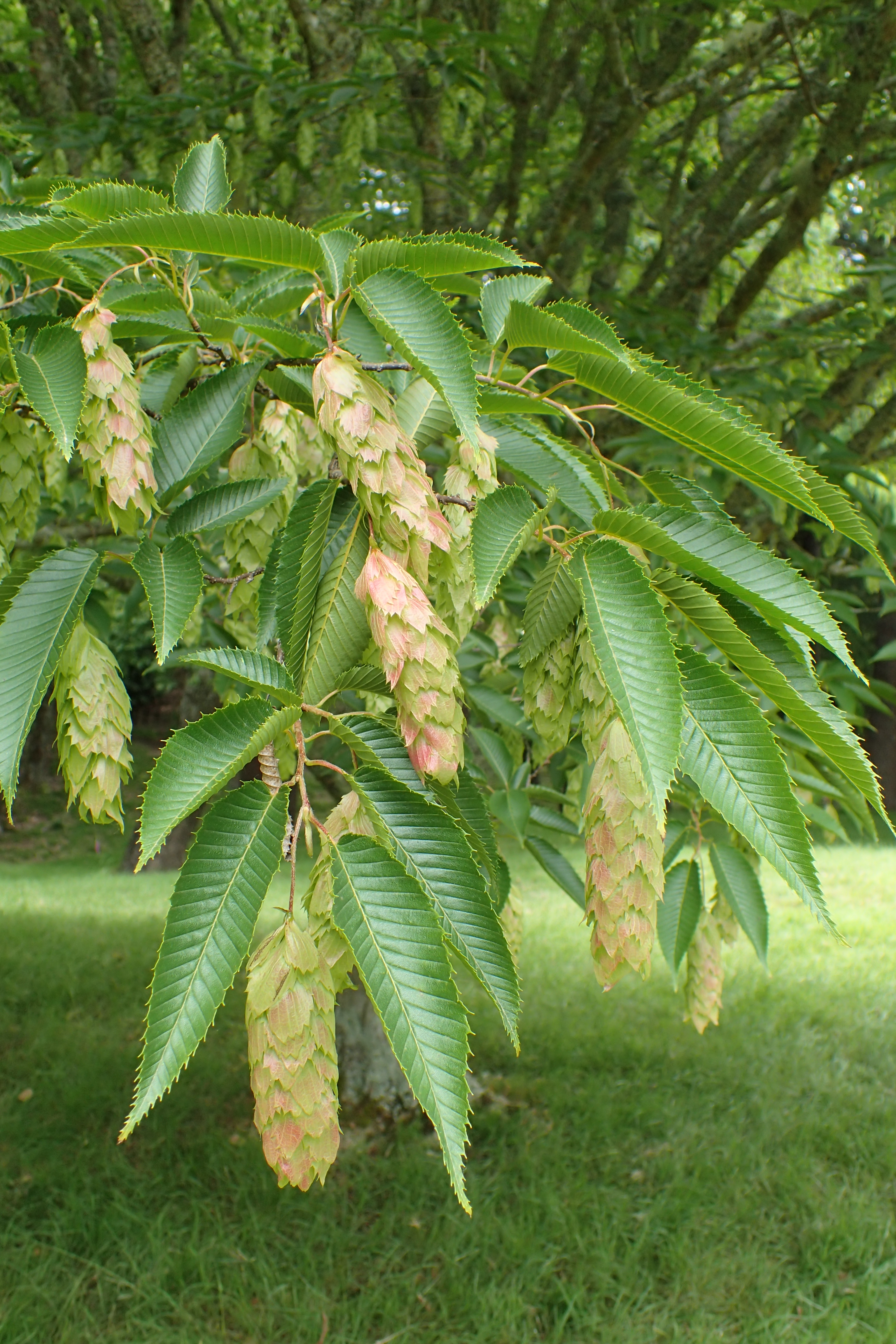
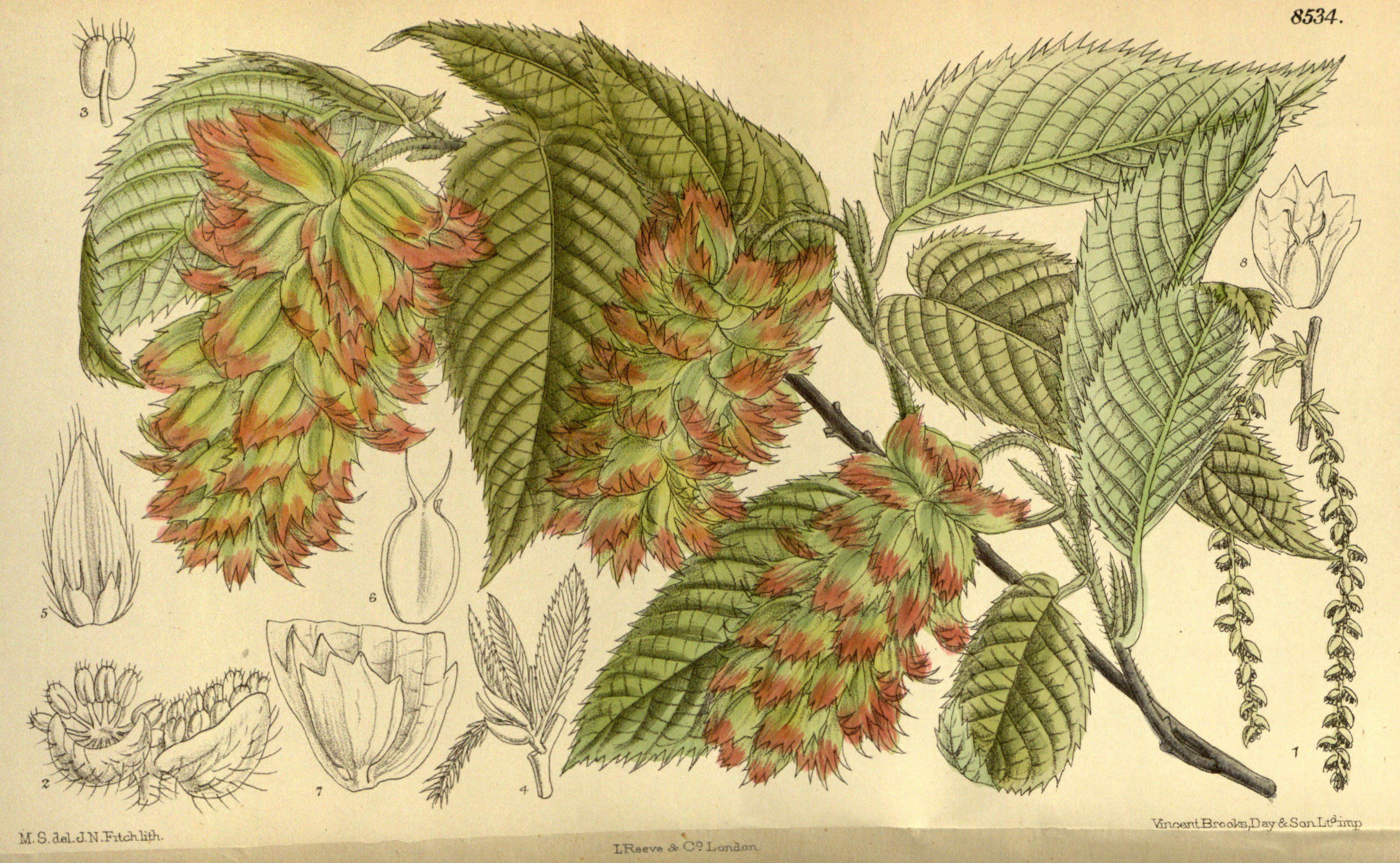

## Біоморфологічна характеристика
Це листопадне дерево або кущ заввишки до 12–15 метрів з листям, яке довше та темніше, ніж у європейського граба (Carpinus betulus). Діаметр стовбура сягає понад 40 сантиметрів. Відносно гладка та злегка тріщинувата кора сірувата або коричнева. Кора гілок червона та ворсиста. Листя темне, блискуче та тонке, 5–13 см завдовжки, від яйцеподібного до ланцетного, загострене, гострозубчасте, з 20–24 парами паралельних западаючих жилок; кожен третій зубець має вусатий кінчик; основа округла або злегка серцеподібна; верхня поверхня листової пластинки волосиста вздовж середньої жилки, а нижня — вздовж жилок; ніжка листка дрібно волосиста. Видні сережки пониклі й зелені, що змінюються на коричневі. Плоди — дрібні горішки з крилатими приквітками.